# NGC 6819
NGC 6819 je velmi stará otevřená hvězdokupa v souhvězdí Labutě. Od Země je vzdálená asi 7 800 světelných let a její stáří se odhaduje na 2,3 miliardy let. Hvězdokupu objevila Caroline Herschel 12. května 1784.

## Pozorování
Hvězdokupa leží v západní části souhvězdí Labutě asi 5° jižně od hvězdy δ Cygni. Na její pozorování je vhodné použít středně velký dalekohled, kterým lze pozorovat několik desítek hvězd. Její nejjasnější hvězdy mají hvězdnou velikost pouze 11,5. Obsahuje ale několik set hvězd, takže má celkovou hvězdnou velikost 7,3 a malý dalekohled ji ukáže aspoň jako mlhavou skvrnku.